# Industriarbetaren
Industriarbetaren var en facklig branschtidning för medlemmar i LS av SAC som utgavs 1956-1975.
Tidningen gavs ut med 6 nummer per år. För utgivningen svarade 1956-1964 SAC:s trävaruindustri-, gruv- och metallindustri- och byggnadsindustridepartement, varefter den 1965 övertogs av SAC.
Tidningen omvandlades 1976 till allmän medlemstidning för samtliga medlemmar i LS av SAC och fick då namnet SAC-kontakt. Från 1995 heter den i stället Syndikalisten.